# 螺丝刀 (鸡尾酒)
螺丝刀（英語：screwdriver），是一款用橙汁和伏特加调制的高球鸡尾酒。饮料的基本配方僅有两种材料，不过也有许多的变种，这些变种在世界各地有着不同的名字。国际调酒协会已於2020年将其自IBA官方鸡尾酒除名。

## 历史
一未證實的說法認為，由於回教清規沙特阿拉伯禁酒，駐該地開採石油的美国工程师会偷偷在橙汁罐内加入伏特加，并用螺丝刀进行搅拌，这一饮料因此得名。